# Экономическая интеграция
Экономическая интеграция (англ. economic integration) — процесс, в ходе которого страны или регионы объединяют свои усилия, чтобы стать более экономически связанными и снизить или устранить барьеры для торговли, движения капитала, трудовой миграции и других видов экономической деятельности. Экономическая интеграция происходит на разных уровнях — от простого сотрудничества до полного экономического союза. Она направлена на ускорение экономического роста, обеспечение лучшего доступа к рынкам и ресурсам, а также на повышение уровня жизни населения. 
Один из главных аргументов критиков заключается в том, что экономическая интеграция часто сопровождается передачей части национального суверенитета над экономической политикой на наднациональный уровень. Это может ограничивать возможность отдельных стран самостоятельно решать вопросы, связанные с экономикой, налогообложением, бюджетной политикой и торговыми правилами. Также некоторые страны могут выиграть больше от экономической интеграции, чем другие, особенно если они обладают более развитой промышленностью или лучшими экономическими условиями. Это может увеличить разрыв в уровне жизни между богатыми и бедными странами, а также внутри стран между богатыми и бедными регионами.

## Определение
Согласно БРЭ экономическая интеграция — сближение и объединение предприятий, отраслей, регионов, стран, углубление их взаимодействия на основе различных видов и форм разделения и комбинации труда, производства, ведения бизнеса, развития специализации и кооперирования. Одна из основных тенденций мирового трансформационного процесса в индустриальную и постиндустриальную эпохи.

## Виды интеграции
Ряд экономистов выделяют следующие виды экономических интеграций:
- внутренняя интеграция (создание в границах одного региона, страны);
- внешняя интеграция (создание в рамках нескольких регионов, национальных экономик);
- территориальная интеграция (создание на основе географического принципа) — региональные сети сотрудничества (технопарки, индустриальные округа, инновационные кластеры);
- отраслевая интеграция (создание на основе отрасли экономики);
- вертикальная интеграция (объединение производств смежных отраслей, связанных единой технологической цепочкой) — объединение горнодобывающих, энергетических, металлургических и машиностроительных производств;
- горизонтальная интеграция (объединение хозяйственных субъектов одного и того же профиля) — торгово-розничные сети;
- торговая интеграция (создание в рамках национальной экономики или региона зон свободной торговли);
- производственная интеграция (развитие сотрудничества поставщиков и производителей в границах региона, национальных экономик) — филиалы и отделения крупных ТНК, располагающихся в разных странах и специализирующихся на производстве различных узлов, деталей, изделий, инновационных продуктов;
- валютно-финансовая интеграция (объединение экономик независимых стран) — Европейский союз, НАФТА, ШОС.